# 磷化镱
磷化镱是一种无机化合物，化学式为YbP，它是镱的磷化物之一。

## 制备及反应
镱和磷化氢在液氨中反应，生成Yb(PH2)2·5NH3，它分解可以得到磷化镱：
Yb(PH2)2·5NH3 → Yb(PH2)2 + 5 NH3
2 Yb(PH2)2 → YbP + 2 PH3 + H2
它在550 °C分解：
3 YbP → Yb3P2 + P
它可溶于盐酸、硝酸和王水。